# Sphagnum riparium
Espèce
Sphagnum riparium est une espèce de sphaignes, organismes végétaux sans racines ni vrais tissus conducteurs qui sont à l'origine de la formation des tourbières par accumulation de leur matière organique.
Sphagnum riparium être caractérisée d'un bourgeon apical proéminent (visible à l'œil nu) apparaissant parfois blanchâtre par rapport au reste de la plante. Cette espèce est fréquemment rencontré en bordure forestière des tourbières à l'ombre ou en tapis homogène dans certaines tourbières minérotrophes. 